# Dissolophodes curvimacula
Dissolophodes là một chi bướm đêm thuộc họ Geometridae. Chúng chỉ gồm một loài duy nhất Dissolophodes curvimacula.